# ケルコゾア
ケルコゾア（アメーバ鞭毛虫、Cercozoa、ギリシャ語cercos '尾' + zoon '動物'）は、糸状仮足で捕食するアメーバ様生物および鞭毛虫などから成る原生生物の一群である。糸状仮足は細胞表面の一部分に限られていることもあるが、他の多くの原生動物に見られる真の細胞口は存在しない。ケルコゾアの生物は多様な形態をしており、その一体性は分子系統解析によって強く支持されているにもかかわらず、ケルコゾアという分類群を過不足なく定義できる形態形質は見つかっていない。

## ケルコゾアの主な生物
ケルコゾアで最もよく知られているのは、ユーグリファ（ウロコカムリ）類という珪質の鱗片（scale）から成る殻と糸状仮足をもつアメーバ様生物であり、これは土壌や富栄養の水や水生植物の上に普通に見出せる。汚水処理施設における活性汚泥微生物として注目されており、汚水生物系列ではβ中腐水性種として扱われている。よく似たものにtectofilosid類やGromiaなどのように有機的な殻を作るものがあり、以前はユーグリファ類とあわせて有殻糸状根足虫（Testaceafilosia）として分類していた。現在では有殻糸状根足虫を構成する分類群は単系統群ではないと考えられているが、そのほとんどはケルコゾアかその近くに置かれている。
もう一つの重要なグループがクロララクニオン藻で、これは網状の群体をつくる奇妙なアメーバ様生物である。この生物が際だっているのは摂食した緑藻に由来した二次共生葉緑体が存在していることである。葉緑体は四重の膜で区切られており、ヌクレオモルフと呼ばれる緑藻の核の痕跡が残っている。したがってクロララクニオン藻は細胞内共生起源の細胞小器官を調べている研究者たちにとって非常に興味深い。
さらにビンカムリ Paulinella chromatophoraという葉緑体を持つ生物がある。これはユーグリファ類であるが、シアネレと呼ばれるソーセージに似た形の葉緑体を持っていて、シアノバクテリアが直接細胞内共生したものである。このシアネレはアーケプラスチダの葉緑体とは無関係であり、一次共生による光合成能の獲得が複数回起きた例として注目されている。
その他の有名なものとして土壌によく見られる鞭毛虫のケルコモナス類がある。また伝統的に太陽虫としてまとめられていた生物のうち、有殻太陽虫類、ディモルファ類、ギムノスファエラ類がケルコゾアに属する。かつて放散虫に含まれていたファエオダリア類（濃彩類、Phaeodarea）もケルコゾアに属する生物群である。珪酸質の内骨格を持つアメーバ様生物であるエブリア類も、分類上の紆余曲折を経た末、ケルコゾアへの帰属が示された。

## 分類
ケルコゾアは門として扱われることが多い。複雑な殻を持ったアメーバ様生物である有孔虫および放散虫と近縁で、これらと併せてリザリアという上位群を成すが、リザリアの正確な構成生物と類縁性については未だ検討中の段階である。
ケルコゾアの主要な分類群を、Cavalier-Smith and Chao (2003)に準拠して以下に示す。
phylum Cercozoa ケルコゾア門
- subphylum Filosa
  - class Chlorarachnea クロララクニオン藻綱 （糸状仮足、葉緑体）
  - class Proteomyxidea （糸状仮足、有軸仮足、鞭毛）- 有殻太陽虫類など
  - class Sarcomonadea （糸状仮足、鞭毛）- ケルコモナス類など
  - class Thecofilosea （有機質殻、糸状仮足） - tectofilosid類など
  - class Imbricatea （珪質殻、糸状仮足） - ユーグリファ類など
  - class Phaeodarea ファエオダリア綱 （有軸仮足）

これ以外にケルコゾアへの所属が確定的でないグループがいくつかある。
- subphylum Endomyxa
  - class Phytomyxea （植物寄生性）- ネコブカビ類など
  - class Ascetosporea アセトスポラ綱（貝類寄生性）
  - class Gromiidea （有機質殻、糸状仮足、多核） - Gromia

以上は系統樹によっては有孔虫に近縁な位置を占める。
- subphylum Filosa
  - class Spongomonadea （鞭毛虫）

これは誤同定した材料に基づいていて、アメーボゾアに所属させる、という意見がある。
Adl et al. (2005)の体系との比較を示す。
| Cavalier-Smith and Chao (2003) | Adl et al. (2005)                             |
| ------------------------------ | --------------------------------------------- |
| class Chlorarachnea            | Chlorarachniophyta                            |
| class Spongomonadea            | アメーボゾアへ                                |
| class Proteomyxidea            | Nucleohelea （直接の対応関係はない）          |
| class Sarcomonadea             | Cercomonadida                                 |
| class Thecofilosea             | Incertae sedis （ケルコゾア内での位置が不明） |
| class Imbricatea               | Silicofilosea                                 |
| なし                           | Phaeodarea                                    |
| class Phytomyxea               | Phytomyxea                                    |
| class Ascetosporea             | リザリア - Haplosporidia                      |
| class Gromiidea                | リザリア - Gromia                             |